# 496 до н. е.

## Події
- 496 - консули Авл Постумій Альб Регілленсіс і Тит Вергіній Трикост Целіомонтан.
- Почалася Перша латинська війна
- 496 — 71-ша олімпіада
- Перси у битві біля річки Марсія завдають поразки учасникам Іонійського повстання карійцям
- Навала скіфів за р. Дунай, до Херсонеса Фракійського, тиран Херсонесу Мільтіад тікає до Афін, залишивши поліс напризволяще.

## Народились
- Софокл – давньогрецький трагік, драматург, один із трьох найвизначніших трагічних поетів класичної Греції, який займає за часом життя і характером творчості місце між Есхілом та Еврипідом..

## Померли
- Сунь-цзи – китайський стратег і мислитель. Автор знаменитого трактату про військову стратегію «Мистецтво війни»